# Parijse metrolijn 14

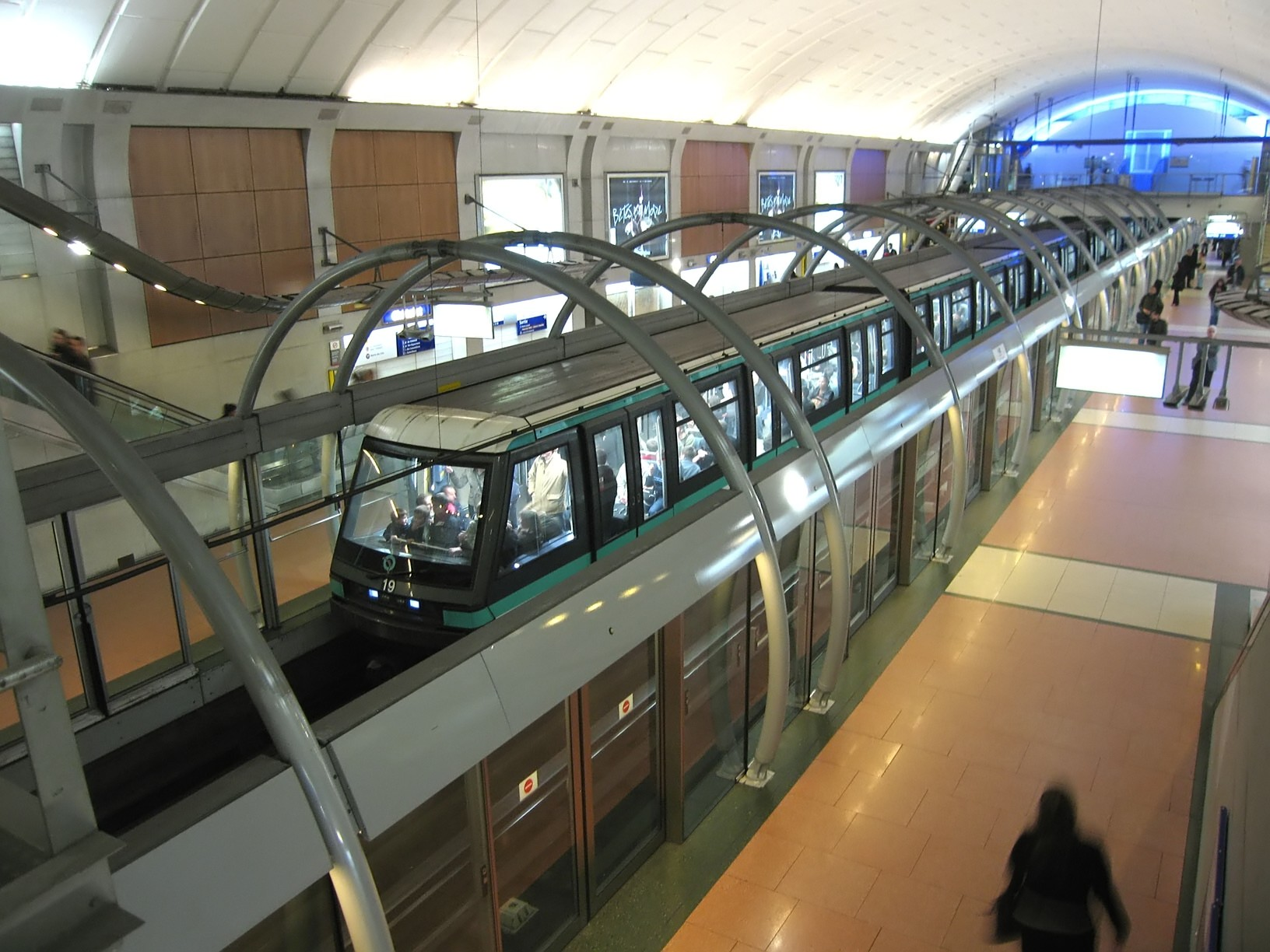
Lijn 14 bij station Châtelet

De Parijse metrolijn 14 is een metrolijn zonder bestuurder die met hoge snelheid Saint-Denis Pleyel via de Parijse binnenstad verbindt met Luchthaven Orly. Voor de opening op 15 oktober 1998 was de lijn bekend onder het acroniem Meteor (METro Est-Ouest Rapide), oftewel 'Snelle Oost-Westmetro'. Na de uitbreidingen heeft de totale lijn echter een noord-zuidverloop.
Lijn 14 is de eerste Parijse metrolijn die geheel automatisch bediend wordt; intussen rijden ook lijnen 1 (sinds 2013) en 4 (sinds 2023) zonder bestuurder. Op de lijn reed tot 2023 een aangepaste versie van de MP 89 bandenmetro, de MP 89 CA, zonder bestuurderscabine, alhoewel nu de nieuwe MP 14 op de lijn dienst doet. Passagiers kunnen helemaal voorin plaatsnemen en vooruit kijken, in de richting waarin de metro rijdt. Om de veiligheid van de passagiers te garanderen zijn tussen spoor en perron automatische glazen schuifdeuren aangebracht, die tegelijk met de deuren van de metro openen.

## Geschiedenis

### Doelen
Het Meteor-project had (en heeft nog steeds) een aantal doelen:
- het verlichten van de drukte op de overbelaste centrale sectie van lijn A van het RER;
- het verbinden van de zakenwijken in het westen en het oosten van de stad;
- het overnemen van een van de zuidelijke takken van lijn 7;
- het overnemen van een van de noordelijke takken van lijn 13;
- het verbeteren van de verbinding met de linkeroever van de Seine, in het bijzonder met het 13e arrondissement, waar zich de Bibliothèque nationale bevindt en waar onder de naam Paris Rive Gauche een geheel nieuw stadsdeel wordt ontwikkeld.

### Bouw
De Franse regering begon met het project in 1989. De uitvoering begon in juni 1993 en duurde tot het eerste halfjaar van 1995. Het eerste treinstel werd op 17 maart 1997 geleverd en het testrijden begon op 26 mei van dat jaar. Tussen januari en oktober 1998 waren de eerste stations klaar. Met groot vertoon werd de eerste automatische lijn van het Parijse metronet op 15 oktober 1998 in gebruik genomen, in het bijzijn van Jacques Chirac, president van Frankrijk.

### Verlengingen
In 2003 werd de verlenging van Madeleine naar Saint-Lazare geopend.
In juni 2007 werd de verlenging van Bibliothèque François Mitterrand naar Olympiades geopend.

#### Verlenging noord tot Mairie de Saint-Ouen
In december 2020 werd in het noorden de verlenging geopend tot halte Mairie de Saint-Ouen, met onder andere een stop in Porte de Clichy. Hierbij ontstaat er een aansluiting op de twee takken van de drukke metrolijn 13, die hierdoor ontlast wordt. Van het overnemen van een van de takken van lijn 13 is geen sprake meer. De nieuwe stations zijn:
- Pont Cardinet: aansluiting op Transilien spoorlijnen.
- Porte de Clichy: Aansluiting op Gennevilliers-tak van lijn 13 en op de RER C lijn.
- Station Saint-Ouen: Aansluiting op RER C lijn.
- Mairie de Saint-Ouen: eindpunt en aansluiting op lijn 13, richting Saint-Denis.

#### Saint-Denis - Luchthaven Orly
Op 24 juni 2024, een maand voor de Olympische Zomerspelen 2024 werd een nieuwe verlenging geopend met in het noorden een nieuwe eindhalte Saint-Denis Pleyel in Saint-Denis. Deze nieuwe terminus biedt aansluiting op RER D en de geplande nieuwe metrolijnen 15, 16 en 17.
In het zuiden opende tegelijk een verlenging naar de luchthaven van Orly. De metrolijn geeft sindsdien aansluiting op metrolijn 7 en tram 3a (bij Maison Blanche / Porte d'Italie) en ook op de nieuwe metroringlijn M15. Deze verlenging zorgt ervoor dat het zeer dichtbevolkte stadsdeel rond Maison Blanche en Olympiades toegang heeft tot de expresslijn en binnen enkele minuten Gare de Lyon, Chatelet, Pyramides en Gare st Lazare kan bereiken, net als Villejuif en de luchthaven Orly in het zuiden.
Door deze verlenging is Gare de Lyon (het treinstation waar alle (hogesnelheids)treinen richting Zuidoost-Frankrijk, Spanje, Italië, Monaco en Zwitserland vertrekken) vanuit de luchthaven van Orly (de tweede grootste luchthaven van Parijs en Frankrijk) in slechts 23 minuten zonder overstap te bereiken, in plaats van minstens 3 overstappen en 46 minuten voordien.
Voor deze verlenging zijn 14 metrotreinen van het type MP 05 besteld. De metroperrons werden voor de verlenging nog niet voor de volle lengte gebruikt. Om de grotere drukte door de lijnverlenging op te vangen worden de metrotreinen verlengd.

## Stationslijst

Stationsoverzicht

|  |   |  | Station                                              | Arrondissement                  | Aansluitingen           |
|  | - |  | ---------------------------------------------------- | ------------------------------- | ----------------------- |
|  | o |  | Saint-Denis Pleyel                                   | Saint-Denis                     | M 15 16 17 RER D        |
|  | o |  | Mairie de Saint-Ouen                                 | Saint-Ouen-sur-Seine            | 13                      |
|  | o |  | Saint-Ouen                                           | Saint-Ouen-sur-Seine, Clichy    | RER C                   |
|  | o |  | Porte de Clichy                                      | 17e                             | M 13 RER C T            |
|  | o |  | Pont Cardinet                                        | 17e                             | Trans L                 |
|  | o |  | Saint-Lazare                                         | 8e                              | grandes lignes          |
|  | o |  | Madeleine                                            | 8e                              | M 08 12                 |
|  | o |  | Pyramides                                            | 1e                              | M 07                    |
|  | o |  | Châtelet                                             | 1e, 4e                          | M 01 04 07 11 RER A B D |
|  | o |  | Gare de Lyon                                         | 12e                             | grandes lignes          |
|  | o |  | Bercy                                                | 12e                             | grandes lignes          |
|  | • |  | Cour Saint-Émilion                                   | 12e                             |                         |
|  | o |  | Bibliothèque François Mitterrand                     | 13e                             | RER C                   |
|  | • |  | Olympiades                                           | 13e                             |                         |
|  | o |  | Maison Blanche                                       | 13e                             | M 07                    |
|  | • |  | Hôpital Bicêtre                                      | Le Kremlin-Bicêtre, Gentilly    |                         |
|  | o |  | Villejuif - Gustave Roussy (opening 18 januari 2025) | Villejuif                       |                         |
|  | • |  | L'Haÿ-les-Roses                                      | Chevilly-Larue, L'Haÿ-les-Roses |                         |
|  | o |  | Chevilly-Larue Marché International                  | Chevilly-Larue                  |                         |
|  | • |  | Thiais - Orly Pont de Rungis                         | Thiais                          | RER C                   |
|  | o |  | Aéroport d'Orly                                      | Paray-Vieille-Poste             |                         |

(De vetgedrukte stations zijn eindbestemming tijdens sommige ritten.)
Het hele traject ligt onder dichtbebouwd gebied. Toch legt de metro van lijn 14 tussen de stations in vergelijking met de andere lijnen van Parijs een veel grotere afstand af. Vooral tussen de haltes Châtelet en Gare de Lyon rijdt lijn 14 in één keer een lang eind. De lijn is hierin echter niet uniek in Parijs, ook de treinen van de RER leggen in het centrum van Parijs langere afstanden tussen de stations af dan de normale metrolijnen.

## Reizigersaantallen
In 2003 bereikte het gemiddelde dagelijkse aantal reizigers 175.000 per weekdag. In hetzelfde jaar werd de verlenging naar Saint-Lazare geopend. Daarna steeg het aantal passagiers voortdurend: voor de verlenging van de lijn naar Olympiades in 2007 gebruikten gemiddeld 390.000 passagiers per werkdag deze lijn. Ten slotte werd op 26 juni 2007 de verlenging van Bibliothèque François Mitterrand naar Olympiades geopend. In 2011 werd de grens van 500.000 dagelijkse reizigers bereikt.

## Eerder gebruik van het lijnnummer 14
Deze lijn 14 is niet de eerste Parijse metrolijn die het nummer 14 draagt. De eerste lijn 14 bestond tot 1976 en ging van Invalides naar Porte de Vanves. Met de opening van de verbinding Invalides - Saint-Lazare (1976) werd deze lijn geïntegreerd in lijn 13, waarvan ze nu het zuidelijke deel vormt.
Saint-Denis Pleyel · 
Mairie de Saint-Ouen · 
Saint-Ouen · 
Porte de Clichy · 
Pont Cardinet · 
Saint-Lazare · 
Madeleine · 
Pyramides · 
Châtelet · 
Gare de Lyon · 
Bercy · 
Cour Saint-Émilion · 
Bibliothèque François Mitterrand · 
Olympiades · 
Maison Blanche · 
Hôpital Bicêtre · 
Villejuif - Gustave Roussy · 
L'Haÿ-les-Roses · 
Chevilly-Larue · 
Thiais - Orly · 
Aéroport d'Orly